# Ejersa Goro
Ejersa Goro és un poble situat a l'est d'Etiòpia, prop de la ciutat de Harar. És una població coneguda perquè és on va néixer l'emperador Haile Selassie, que hi va edificar l'església Kidane Mihret. Segons informació governamental, és una població amb telèfon i servei de correus, però sense electricitat.

## Història i demografia
Al principi de la Segona guerra etíop-somali fou una ciutat conquerida per les unitats de Somàlia, entre el 5 i el 9 de febrer de 1978 per unitats etíops que avançaven des de Kombolcha.
Segons les dades del l'agència d'estadístiques d'Etiòpia, el 2005 Ejersa Goro tenia 3.104 habitants, dels que 1,529 eren homes i 1,575 eren dones. Segons una estimació del 1994 la població era de 1.736 persones, però no hi havia cens oficial.